# Robert Beltran
Pour les articles homonymes, voir Beltran.
Robert Beltran, né Robert Adame Beltran le 19 novembre 1953 à Bakersfield en Californie, est un acteur américain.

## Biographie
Il est d'origine mexicaine (descendants métis d'amérindiens et de colons européens) et le septième de dix enfants (un de huit frères). À l'école secondaire, il fait beaucoup de sport et ce n'est qu'à l'université qu'il envisage une carrière d’acteur. Il termine ses études à l'université de Fresno State avec un diplôme en art théâtral et fait déjà preuve de talent dans de nombreuses pièces de théâtre au cours de ses études.
Après ses études universitaires, Robert s'installe à Los Angeles, où il débute dans son premier rôle de film dans Zoot Suit en 1981 et d'autres films pour le cinéma et la télévision suivent. Il aime la musique, il écoute un peu de tout, y compris la musique classique et il joue un peu de guitare. Ainsi que la littérature, il lit surtout des biographies et des livres historiques. Mais sa grande passion reste - parallèlement à sa carrière au cinéma - le théâtre. Il joue dans plusieurs pièces du célèbre théâtre El Teatro Campesino de Luis Valdez et il est le cofondateur et codirecteur de l'East Los Angeles Classic Theater Group. Pour le California Shakespeare Festival, il joue dans Le Songe d'une nuit d'été, Hamlet et Henri IV.
De 1995 à 2001 il a incarné le Commandant Chakotay dans Star Trek : Voyager, et il a donc eu beaucoup moins de temps pour le théâtre. Ce rôle de série télévisée l'a fait connaître partout dans le monde et lui a valu de remporter le Nosotros Golden Eagle Award en 1997, décerné au meilleur acteur de série télévisée projetant une image positive du citoyen latino-américain aux États-Unis.
Robert soutient la National Down Syndrome Association, association d'aide aux gens atteint du syndrome de Down (trisomie 21) et cet engagement lui tient à cœur, parce que son plus jeune frère est né trisomique. Il organise chaque année à Los Angeles le Galaxy Ball, dont les bénéfices vont à la « Down Syndrome Association of Los Angeles ».

## Filmographie

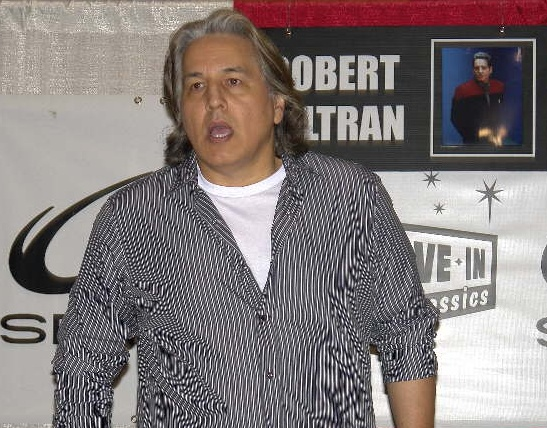
Robert Beltran au Science Fiction Expo 2007 le 24 août 2007.

- 1982 : Chicanos story (Zoot Suit), de Luis Valdez : Lowrider
- 1982 : Eating Raoul de Paul Bartel : Raoul
- 1983 : Œil pour œil (Lone Wolf Mcquade) de Steve Carver : Kayo
- 1984 : La Nuit de la comète (Night of the Comet) de Thom Eberhardt : Hector
- 1984 : The Mystic Warrior (en) (TV) : Ahbleza
- 1984 : Calendar Girl Murders (en) (TV) : Mooney
- 1985 : Tonnerre mécanique (Street Hawk) (série télévisée) : Ami de Jessie Mach (Pilote de la série)
- 1985 : Latino d'Haskell Wexler : Eddie Guerreo
- 1987 : Gaby (Gaby: A True Story) de Luis Mandoki : Luis
- 1987 : Slam Dance (Slamdance) de Wayne Wang : Frank
- 1989 : Deux flics à Miami (Miami Vice) (série télévisée)
- 1989 : Forbidden Sun de Zelda Barron : Professeur de gym
- 1989 : Scenes of Class Struggle in Beverly Hills (en) de Paul Bartel : Juan
- 1990 : Jack Killian, l'homme au micro (Midnight Caller) (série télévisée)
- 1990 : To Die Standing de Louis Morneau : Un policier
- 1990 : El Diablo (TV) de Peter Markle : El Diablo
- 1991 : Veronica Clare (en) (série télévisée)
- 1991 : Kiss Me a Killer de Marcus DeLeon : Tony
- 1991 : La Pastorela (TV) : Le Diable
- 1991 : Bugsy de  Barry Levinson : Alejandro
- 1991 : Un homme aux abois (The Chase) (TV)
- 1992 : Stormy Weathers (en)
- 1993 : Shadowhunter (TV)
- 1993 : Rio Shannon (TV)
- 1994 : Lois & Clark : Les nouvelles aventures de Superman (saison 1, épisode 20)
- 1994 : Models Inc. (série télévisée) : Lieutenant Soto (10 épisodes)
- 1994 : Service des urgences (State of Emergency) (TV) : Raoul Hernandez
- 1994 : Runway One/Shannongate (TV) : Ramon Perez
- 1995 : Nixon d'Oliver Stone : Frank Strugis
- 1995 : Star Trek : Voyager (série télévisée) : Chakotay
- 1996 : Managua de Paul Bartel : Le chef de la milice nicaraguayenne
- 1999 : Luminarias de José Luis Valenzuela : Joe
- 2003 : Les Experts : Miami (saison 1, épisode 22) : Danny ...
- 2005 : Manticore (en)
- 2007 : Fire Serpent (TV) : Cooke
- 2009 : Repo Chick (en) d'Alex Cox : Aguas
- 2009 : Tente ta chance (Taking Chances) de Talmage Cooley (en) : Joseph Sleeping Bear
- 2021 : Star Trek: Prodigy (série TV d'animation) : Chakotay (voix)